# Пауерс Бут
Пауерс Бут (англ. Powers Boothe; 1 червня 1948 — 14 травня 2017) — американський актор.

## Біографія
Пауерс Бут народився 1 червня 1948 року на фермі міста Снайдер округу Скаррі, штат Техас. Мати Емілі Кетрін (Рівз) і батько Меррілл Вестал Бут, власник ранчо. Вчився в університеті штату Техас в Сан-Маркосі. Здобув ступінь магістра витончених мистецтв у Південному методистському університеті в Далласі. Після закінчення навчання у 1972 році Пауэрс провів кілька років у місцевому театрі. Першу роль у кіно зіграв у фільмі «До побачення, люба» (1977). У 1980 році зіграв роль преподобного Джима Джонса у фільмі «Гаянська трагедія: Історія Джима Джонса», за яку він отримав премію «Еммі». Потім режисер Волтер Гілл запросив Бута у свій трилер «Південна гостинність» (1981) на головну роль.
Пауерс Бут був одружений з Пем Коул і мав двох дітей.
Помер 14 травня 2017 року.

## Фільмографія
| Рік       |    | Українська назва                                 | Оригінальна назва                         | Роль                            |
| --------- | -- | ------------------------------------------------ | ----------------------------------------- | ------------------------------- |
| 1977      | ф  | До побачення, люба                               | The Goodbye Girl                          | Річард III                      |
| 1980      | ф  | Розшукуючий                                      | Cruising                                  | продавець                       |
| 1980      | с  | Скаг                                             | Skag                                      | Волен                           |
| 1980      | тф | Інцидент на Плутонії                             | The Plutonium Incident                    | Дік Гоукін                      |
| 1980      | тф | Гаянська трагедія: Історія Джима Джонса          | Guyana Tragedy: The Story of Jim Jones    | Джим Джонс                      |
| 1980      | тф | Крик про любов                                   | A Cry for Love                            | Тоні Боннелл                    |
| 1981      | ф  | Південна гостинність                             | Southern Comfort                          | Гардін                          |
| 1983—1986 | с  | Філіп Марлоу: Приватний детектив                 | Philip Marlowe, Private Eye               | Філіп Марлоу                    |
| 1984      | ф  | Рідкісна порода                                  | A Breed Apart                             | Майк Вокер                      |
| 1984      | ф  | Червоний світанок                                | Red Dawn                                  | підполковник Ендрю Таннер       |
| 1985      | ф  | Смарагдовий ліс                                  | The Emerald Forest                        | Білл Мархем                     |
| 1987      | ф  | Всі запобіжні заходи                             | Extreme Prejudice                         | Кеш Бейлі                       |
| 1987      | тф | У рідні краї                                     | Into the Homeland                         | Джек Свеллоу                    |
| 1988      | кф |                                                  | Sapphire Man                              | Раян                            |
| 1990      | кф | Вояджер: Путівник                                | Voyager: The Grand Tour                   |                                 |
| 1990      | ф  | Сталінград                                       | Сталингра                                 | генерал Чуйков                  |
| 1990      | тф | Сім'я шпигунів                                   | Family of Spies                           | Джон Вокер молодший             |
| 1990      | тф | На світанку                                      | By Dawn's Early Light                     | майор Кессіді                   |
| 1992      | тф | Джокер                                           | Wild Card                                 | проповідник                     |
| 1992      | ф  | Швидкий вогонь                                   | Rapid Fire                                | Мейс Раян                       |
| 1993      | ф  | Ангели смерті                                    | Ангелы смерти                             | генерал Чуйков                  |
| 1993      | ф  | Тумстоун                                         | Tombstone                                 | Кучерявий Білл Броціус          |
| 1993      | тф | Позначений для вбивства                          | Marked for Murder                         | Мейс Мотрон                     |
| 1994      | тф | Пов'язані обманом                                | Web of Deception                          | доетор Філіп Бенеш              |
| 1994      | ф  | Блакитне небо                                    | Blue Sky                                  | Вінс Джонсон                    |
| 1995      | ф  | Біонозавр                                        | Mutant Species                            | Фрост                           |
| 1995      | ф  | Раптова смерть                                   | Sudden Death                              | Джошуа Фосс                     |
| 1995      | ф  | Ніксон                                           | Nixon                                     | Александр Гайг                  |
| 1996      | тф | Дельва                                           | Dalva                                     | Сем                             |
| 1997      | тф | Справжня жінка                                   | True Women                                | Бартлетт Макклюр                |
| 1997      | ф  | Поворот                                          | U Turn                                    | шериф Поттер                    |
| 1998      | тф | Пустощі                                          | The Spree                                 | детектив Брем Гетчер            |
| 1999      | тф | Жанна Д'Арк                                      | Joan of Arc                               | Жак д'Арк                       |
| 1999      | тф | Злочин на ґрунті пристрасті                      | A Crime of Passion                        | доктор Бен Пірс                 |
| 2000      | ф  | Військовий нирець                                | Men of Honor                              | капітан Пульман                 |
| 2001      | ф  | Порок                                            | Frailty                                   | агент Веслі Дойл                |
| 2001      | тф | Аттіла-завойовник                                | Attila                                    | Флавій Аецій                    |
| 2002—2006 | мс | Ліга Справедливості                              | Justice League                            | Горила Гродд / Червоний Торнадо |
| 2003      | тф | Друга натура                                     | Second Nature                             | Келтон Рід                      |
| 2004—2006 | с  | Дедвуд                                           | Deadwood                                  | Кай Толлівер                    |
| 2005      | вг | Area 51                                          | Area 51                                   | майор Бріджес                   |
| 2005      | ф  | Місто гріхів                                     | Sin City                                  | сенатор Рорк                    |
| 2006      | мф | Супермен: Брейніак атакує                        | Superman: Brainiac Attacks                | Лекс Лютор                      |
| 2007      | с  | 24                                               | 24                                        | віце-президент Ной Деніелс      |
| 2007      | ф  | Останній сезон                                   | The Final Season                          | Джим Ван Скойос                 |
| 2008      | вг | Turok                                            | Turok                                     | Кейн                            |
| 2008      | кф |                                                  | Mouth of Caddo                            | оповідач                        |
| 2008      | мф | Едісон і Лео                                     | Edison & Leo                              | Джордж Едісон                   |
| 2008      | тф | 24: Спокута                                      | 24                                        | президент Ной Деніелс           |
| 2009      | мс | Бен 10: Інопланетна сила                         | Ben 10: Alien Force                       | Сандер                          |
| 2010      | ф  | СуперМакҐрубер                                   | MacGruber                                 | полковник Фейт                  |
| 2010      | вг | Ben 10 Ultimate Alien: Cosmic Destruction        | Ben 10 Ultimate Alien: Cosmic Destruction | Сандер                          |
| 2011      | кф | Тату                                             | Tattoo                                    | Гравець                         |
| 2011      | мс | Бен 10: Інопланетна надсила                      | Ben 10: Ultimate Alien                    | Сандер                          |
| 2011      | мс | Скубі-Ду: Містична корпорація                    | Scooby-Doo! Mystery Incorporated          | Dead Justice                    |
| 2011      | мс | Луні Тюнз шоу                                    | The Looney Tunes Show                     | Леслі Гант                      |
| 2012—2014 | с  | Нешвілл                                          | Nashville                                 | Ламар Ваятт                     |
| 2012      | тф | Гетфілди і Маккої                                | Hatfields & McCoys                        | суддя Валентин Гетфілд          |
| 2012      | вг | Hitman: Absolution                               | Hitman: Absolution                        | Бенджамін Тревіс                |
| 2012      | ф  | Месники                                          | The Avengers                              | рада безпеки                    |
| 2012      | ф  | Зброя, дівчата й азарт                           | Guns, Girls and Gambling                  | Фермер                          |
| 2013      | ф  | Прості істини                                    | Straight A's                              | Батько                          |
| 2014      | ф  | Місто гріхів 2: Жінка, заради якої варто вбивати | Sin City: A Dame to Kill For              | сенатор Рорк                    |
| 2015      | тф | Аппоматтокс                                      | To Appomattox                             | Альберт Сідні Джонстон          |
| 2015      | мс |                                                  | Moonbeam City                             | мер Ео Яксон                    |
| 2015—2016 | с  | Агенти Щ.И.Т.                                    | Agents of S.H.I.E.L.D.                    | Гідеон Мвлік                    |